# María José Siri
María José Siri (geboren 1976 in Tala, Canelones in Uruguay) ist eine uruguayische Opernsängerin der Stimmlage Sopran. Sie reüssiert international im Lyrischen Fach – beispielsweise als Titelheldin der Opern Aida,  Madama Butterfly, Manon Lescaut und Tosca.

## Leben und Wirken
Die Sängerin entstammt einer italienischen Migrantenfamilie. Sie begann ihre Gesangsstudien am ENAL in Montevideo und schloss sie am Pariser Konservatorium ab. Unterricht nahm sie auch bei Ileana Cotrubaș. Sie debütierte im Jahre 2002, gewann 2006 die Competizione dell’ Opera in Dresden und sang zu Beginn ihrer Laufbahn an den Bühnen ihres Heimatlandes. Gastspiele führten sie auch an das Teatro Colón von Buenos Aires. Eine Einladung an das Teatro Carlo Felice von Genua, dort im Jahre 2008 die Rolle der Leonora in Verdis Il trovatore zu übernehmen, bedeutete den Durchbruch zur internationalen Karriere, gelobt von Neuer Zürcher Zeitung bis Financial Times.
Seither ist die Sängerin an nahezu allen großen Opernhäusern Europas aufgetreten, insbesondere in den großen italienischen Sopranpartien des 19. und 20. Jahrhunderts. Sie singt überwiegend an deutschen, österreichischen und italienischen Bühnen. María José Siri war an den Staatsopern von Berlin, Hamburg, München und Wien zu sehen und zu hören, an der Deutschen Oper Berlin, an der Semperoper in Dresden und am Teatro alla Scala in Mailand sowie in Bari, Bologna, Florenz, Neapel, Palermo, Rom, Salerno, Triest und Venedig. Weitere Gastspiele führten sie nach São Paulo und Maskat, an das Gran Teatre del Liceu in Barcelona, an den Palau de les Arts Reina Sofía in Valencia und das Auditorio Alfredo Kraus von Las Palmas de Gran Canaria, an die Opéra Royal de Wallonie in Lüttich, das Théâtre Royal de la Monnaie in Brüssel, an das Bolschoi-Theater in Moskau und an das Neue Nationaltheater in Tokio. Internationale Aufmerksamkeit erregte die Saisoneröffnung der Scala mit Madama Butterfly am 7. Dezember 2016, in welcher sie die Titelpartie verkörperte. Gegeben wurde die Erstfassung des Werkes, welche an ebendiesem Haus im Jahre 1904 glamourös durchgefallen war.
Eine ihrer Paraderollen, die Aida, sang sie weltweit in mehr als 150 Vorstellungen. Als Aida war sie auch in drei großen Freiluftarenen besetzt – erst beim Spiel am See der Bregenzer Festspiele, dann auch vor den Pyramiden von Gizeh und in der Arena von Verona. In Bregenz war sie auch als Maddalena in Andrea Chénier verpflichtet, in Verona auch als Donna Elvira im Don Giovanni, als Santuzza in Cavalleria rusticana und in der Gala Domingo des Jahres 2021.
Im Konzertsaal tritt sie in Opernkonzerten und konzertanten Aufführungen auf, beispielsweise im Juni 2022 im Musikverein für Steiermark in Graz an der Seite von Plácido Domingo in Verdis Nabucco. Häufig wird sie auch als Solistin in Verdis Messa da Requiem verpflichtet, beispielsweise mit den Berliner Philharmonikern unter Marek Janowski, dem Orchester der Mailänder Scala unter Riccardo Chailly oder dem Orchester des Maggio Musicale Fiorentino unter Chung Myung-whun.
María José Siri sang unter der Stabführung einer Reihe namhafter Dirigenten – darunter Marco Armiliato, Daniel Barenboim, Bruno Bartoletti, Plácido Domingo, Gianluigi Gelmetti, Daniel Harding, Fabio Luisi, Michele Mariotti, Zubin Mehta, Gianandrea Noseda, Daniel Oren, Renato Palumbo, Donato Renzetti und Pinchas Steinberg.

## Auszeichnungen
- 2006 Competizione dell’ Opera, Dresden – Erster Preis
- 2017 Oscar della Lirica – Bester Sopran